# Hemerodromia raptoria
Hemerodromia raptoria är en tvåvingeart som beskrevs av Johann Wilhelm Meigen 1830. Hemerodromia raptoria ingår i släktet Hemerodromia och familjen dansflugor. Arten är reproducerande i Sverige. Inga underarter finns listade i Catalogue of Life.